# Charles Rudrauf
Charles Rudrauf, né le 7 décembre 1919 à Paris et mort le 28 novembre 2010 à Antony, est un ingénieur, militaire et résistant français, Compagnon de la Libération. 

## Biographie

### Jeunesse et engagement
Charles Rudrauf naît le 7 décembre 1919, dans le 12e arrondissement de Paris, d'un père mécanicien-ajusteur et d'une mère blanchisseuse. Ancien combattant de la Première Guerre mondiale, Armand Rudrauf, le père, meurt le 28 février 1927 à 47 ans des suites des blessures subies durant le conflit. Considéré comme orphelin de guerre, Charles est fait Pupille de la Nation le 5 février 1930. En 1938, il commence son service militaire comme opérateur radio au 3e bataillon de dragons portés puis passe au 3e régiment de spahis algériens à Batna. 

### Seconde Guerre mondiale
Son service militaire qui allait se terminer est prolongé par le déclenchement de la seconde guerre mondiale. Mais alors que son régiment part pour la métropole, lui est retenu en Algérie, hospitalisé à cause d'une jaunisse. Il est finalement affecté au 4e régiment de spahis tunisiens stationné à Beyrouth où il se trouve au moment où éclate la seconde guerre mondiale. Le 17 juin 1940, à l'annonce de l'armistice qui sera signé cinq jours plus tard, Charles Rudrauf décide de s'enfuir vers la Palestine afin de poursuivre la lutte aux côtés des britanniques,. Sur place, il se regroupe avec les nombreux autres français n'ayant pas accepté l'armistice et s'engage dans les forces françaises libres. Affecté comme radio au 1er bataillon d'infanterie de marine, il prend part à la guerre du désert en Libye et se fait remarquer par la qualité de ses liaisons radios, permettant au commandement de coordonner les troupes de la manière la plus efficace possible,. Il participe ensuite à la campagne de Syrie lors de laquelle il est blessé en juillet 1941. Après plusieurs mois d'hospitalisation et de convalescence en Palestine, il est affecté, en 1942, au service de renseignement des troupes du Levant. En 1944, il est détaché auprès de l'armée britannique et exerce comme spécialiste des transmissions dans la zone du canal de Suez.

### Après-Guerre
Après le conflit, fort de son expérience de radio dans la zone du canal, Charles Rudrauf est embauché au service de transmissions de la compagnie du canal de Suez. Parallèlement, il devient en 1953 correspondant du SDECE. En 1956, après la nationalisation du canal de Suez, il revient en France et travaille comme ingénieur en électronique auprès de la société SNERI. Retraité en 1985, il s'installe dans l'Essonne et s’investit dans la vie locale en étant élu conseiller municipal à Morangis de 1989 à 1995.
Charles Rudrauf meurt le 28 novembre 2010 à Antony, dans les Hauts-de-Seine, et est inhumé à Morangis.

## Décorations
|  |  |  |  |  |  |
|  |  |  |  |  |  |
|  |  |  |  |  |  |

| Commandeur de la Légion d'Honneur                       | Commandeur de la Légion d'Honneur                       | Commandeur de la Légion d'Honneur                       | Compagnon de la Libération Par décret du 7 mars 1941    | Compagnon de la Libération Par décret du 7 mars 1941    | Compagnon de la Libération Par décret du 7 mars 1941                 | Médaille militaire                                                   | Médaille militaire                                                   | Médaille militaire                                                   |                                                                      |
| Croix de guerre 1939-1945                               | Croix de guerre 1939-1945                               | Croix de guerre 1939-1945                               | Médaille des blessés de guerre                          | Médaille des blessés de guerre                          | Médaille des blessés de guerre                                       | Médaille coloniale Avec agrafe "Libye"                               | Médaille coloniale Avec agrafe "Libye"                               | Médaille coloniale Avec agrafe "Libye"                               |                                                                      |
| Médaille commémorative française de la guerre 1939-1945 | Médaille commémorative française de la guerre 1939-1945 | Médaille commémorative française de la guerre 1939-1945 | Médaille commémorative française de la guerre 1939-1945 | Médaille commémorative française de la guerre 1939-1945 | Médaille commémorative des services volontaires dans la France libre | Médaille commémorative des services volontaires dans la France libre | Médaille commémorative des services volontaires dans la France libre | Médaille commémorative des services volontaires dans la France libre | Médaille commémorative des services volontaires dans la France libre |